# Carl Van Camp
Carl Van Camp (Antwerpen, 1952) is een Belgisch bestuurder.

## Levensloop
Hij studeerde aan de Rijksuniversiteit Gent (RUG), alwaar hij afstudeerde als burgerlijk ingenieur scheikunde en doctor in de toegepaste wetenschappen. Als wetenschappelijk medewerker was hij verbonden aan het Laboratorium voor Petrochemische Techniek van de RUG.
Van 1983 tot 1997 was hij aan de slag in de Antwerpse vestiging van Petrofina en vanaf 1997 was hij actief in de Brusselse vestiging. Na de fusie van Petrofina met Total en vervolgens met Elf Aquitaine werd Van Camp in 1999 algemeen directeur van de polyethyleen-afdeling. In 2001 werd hij algemeen directeur 'basis petrochemie' en later voorzitter van de raad van bestuur van Total Petrochemicals.
In 2006 volgde hij Ben Van Assche op als voorzitter van FEDICHEM. Onder zijn bestuur vond in mei 2007 de naamswijziging naar Essenscia plaats. Hij werd als voorzitter van deze sectoriale werkgeversorganisatie opgevolgd door Wouter De Geest in 2009. Tevens was hij voorzitter van de Association of Petrochemical Producers in Europe (APPE) en lid van de raad van bestuur van de Conseil européen de l'industrie chimique (CEFIC).